# Michauxia nuda
Michauxia nuda är en klockväxtart som beskrevs av A.Dc. Michauxia nuda ingår i släktet Michauxia och familjen klockväxter. Inga underarter finns listade i Catalogue of Life.